# Служниця-пані

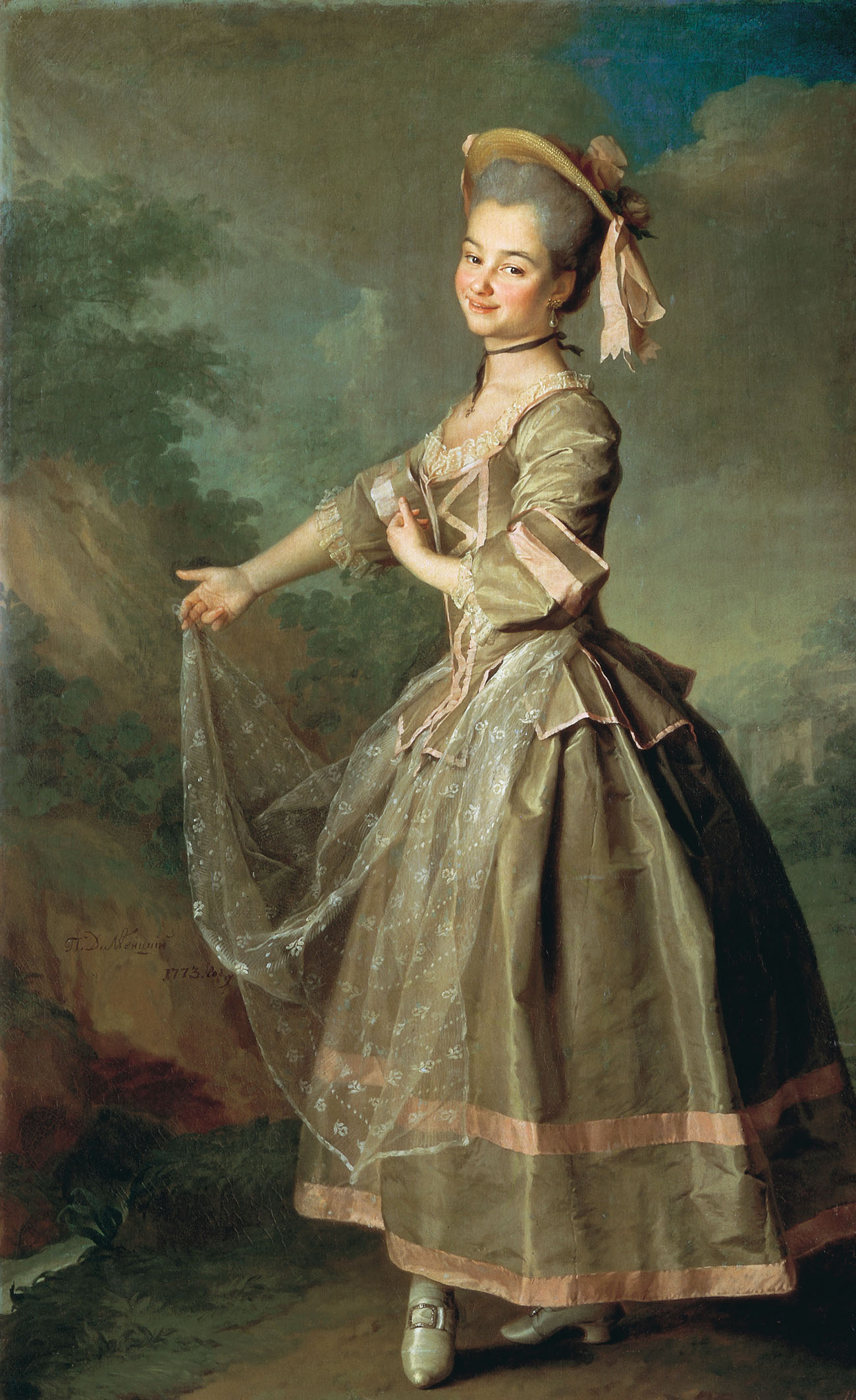
Катерина Нелідова в ролі Серпіни. Картина Дмитра Левицького

«Служниця-пані» (італ. La Serva Padrona) — комічна опера Джованні Баттіста Перголезі (1710—1736). Твір започаткував історію жанру опера-буфа і викликав у 1752 році в Парижі так звану «війну буфонів» — полеміку серед прихильників різних оперних жанрів.
Лібрето до цієї опери написав Дженнаріо Федеріко за мотивами п'єси Джакопо Анжело Неллі.
Прем'єра опери відбулася 1733 року в Неаполі як інтермецо — під час двох перерв «серйозного» твору того ж композитора «Гордий бранець».
Іскрометна комічна опера, що оповідає про «перемогу» гарненької служниці Серпіни над своїм господарем підстаркуватим доктором Уберто, набагато пережила «серйозну» й уже майже три століття звучить на всіх сценах світу.

## Опера на українській сцені

### Виконання українською мовою
30 січня 2011 року твір вперше пролунав українською мовою в рамках соціального проєкту «Київський університет імені Бориса Грінченка — киянам» у концертному виконанні в залі Гуманітарного інституту цього університету (Київ, вулиця Левка Лук'яненка 13-А). Переклад здійснив Максим Стріха, завідувач кафедри перекладу цього університету.
Виконавці
- Серпіна — Альона Чорна (сопрано)
- Уберто — Павло Денисенко (бас)

- Студенти класу клавесина Київської дитячої Академії мистецтв.

Постановник і художній керівник — народна артистка України Наталія Свириденко (клавесин).
Вдруге оперу було виконано в серпні 2016 року на фестивалі «Музика в старому Львові». Солісти — Петро Остапенко та Ольга Федоренко. Супровід — Наталія Свириденко та струнний квартет «Академія» (ЛНМА).

### Прем'єра італійською
30 жовтня 2016 року відбулася прем'єра опери італійською мовою на сцені Національної опери України. Режисери-постановники: Тамара Трунова (режисер Київського академічного театру драми і комедії на лівому березі Дніпра), і Оксана Тараненко (головний режисер Одеського національного театру опери та балету). Вистава стала спільним українсько-італійським мистецьким проектом з Посольством Італії в Україні та Італійським інститутом культури в Україні.